# گولان هایتس
گولان هایتس (عبری: יקבי רמת הגולן‎) شرکت صنایع غذایی اسرائیلی است که در سال ۱۹۷۶ تأسیس شد.